# Robert Fischell
Robert Fischer és un físic i bioenginyer estatunidenc conegut per les seves patents mèdiques i per ser un dels tres primers guanyadors del TED Prize l'any 1995.

## Biografia
Robert Fischell (nascut el 1929) és un físic, inventor i titular de més de 200 patents médiques, tant als Estats Units com arreu del món. Fischell és doctor en Enginyeria Mecànica per la Duke University des de 1951 i doctor en Física per la University of Maryland des de 1953, d'on el 1996 fou investit doctor honoris causa.
Els seus invents han portat a la creació de diverses companyies de biotecnologia. Fou membre del Laboratori de Física Aplicada a la Johns Hopkins University durant 25 anys, i posteriorment col·laborant de forma parcial durant tretze anys addicionals. Fischell va participar en les tasques de navegació per satèl·lit APL, i més tard va desenvolupar un marcapassos implantable i recarregable que pot ser programat per ones de ràdio, Ell i el seu equip de la Hopkins també van ajudar a miniaturitzar el desfibril·lador cardíac, idear la bomba d'insulina implantable MiniMed i nombrosos estris coronaris empleats per destapar artèries així com dos extraordinaris sistemes de captació d'alerta precoç de crisis epilèptiques i atacs cardíacs. El 2010 va donar 30 milions de dòlars al College Park Foundation de la University of Maryland per establir un departament de bioenginyeria i un institut de dispositius biomèdics.
El 2005, va ser guardonat amb el Premi TED, i va rebre 100.000 dòlars i la probabilitat de formular els tres desitjos que permet l'organització d'aquests premis. Fischer va formular la creació d'un braintrust sobre la responsabilitat mèdica i el disseny eficaç d'un dispositiu per curar les migranyes.